# 새민중정당
새민중정당(-民衆政黨)은 2017년 9월 3일에 창당된 대한민국의 민족 해방 계열 진보정당이다. 2018년에 실시될 제7회 지방선거를 앞두고 창당하였으며, 전현직 의원으로 김종훈, 윤종오 의원이 있다.
2017년 9월 3일에 공식 창당되었고, 9월 4일에 선거관리위원회에 등록되었다. 민중연합당과의 합당 논의가 진행되었으며, 2017년 10월 15일을 기해 민중연합당과 함께 민중당으로 신설 합당하였다.

## 같이 보기
- 울산연합
- 민중연합당
- 진보당